# Нуречі
Нуречі (італ. Nureci, сард. Nureci) — муніципалітет в Італії, у регіоні Сардинія,  провінція Ористано.
Нуречі розташоване на відстані близько 380 км на південний захід від Рима, 70 км на північ від Кальярі, 36 км на схід від Ористано.
Населення — 355 осіб (2014).

## Демографія
Населення за роками:

Станом на 1 січня 2023 року в муніципалітеті офіційно проживали 4 іноземці з 3 країн, серед них 3 громадяни країн Євросоюзу.

## Сусідні муніципалітети
- Ассоло
- Дженоні
- Лаконі
- Сеніс